# Пьяченца (провинция)
Пьяченца (итал. Provincia di Piacenza) — провинция в Италии, в регионе Эмилия-Романья. В 2015 году население провинции составляло 288 тысяч жителей. Столица провинции — город Пьяченца (102 тысячи жителей, 2015). Провинция разделена на 48 коммун. История провинции восходит к Древнему Риму (218 год до н. э.)

## История
Пьяченца была основана римлянами в 218 году до нашей эры и по-латински называлась Плацентией. В 207 году до н. э. провинция была завоёвана Гасдрубалом II, в 200 году до н. э. разорена галлами. Поскольку Пьяченца расположена в стратегически важной точке региона, в X веке город и провинция вокруг него во времена епископов. Позже провинция входила в Ломбардскую лигу и сражалась со Священной Римской Империей. В эпоху Возрождения провинция поочерёдно управлялась Францией, Папами, Домом Висконти, затем Сфорца. В 1545 Папа Павел III включил провинцию в объединённое Пармское герцогство, известное также как Герцогство Парма, Пьяченца и Гвасталла.
В 1848 году в Пьяченце прошёл первый в истории страны плебисцит, по результата которого провинция вошла в состав Сардинского королевства, что позже привело к объединению Италии.
В октябре 2012 года было принято решение об объединении провинций Пьяченца и Парма, но после роспуска парламента и отставки Марио Монти планы по объединению были отменены.

## География
Пьяченца — самая западная из девяти провинций в Эмилии-Романье на северо-западе Италии. На востоке она граничит с Пармой, на севере — с ломбардскими провинциями Кремоной, Лоди и Павией. К западу расположена Алессандрия, а к югу — Генуя.
Северная часть провинции в основном равнинная, южная — холмистая, переходящая в лигурийскую часть Апеннин. Высшая точка провинции — пик Монте-Буе высотой 1777 метров над уровнем моря. Аллювиальная долина реки По хорошо подходит для сельского хозяйства, в регионе производят 18 сортов вин.

## Достопримечательности
- Виголено ― хорошо сохранившийся средневековый замок.